# 네팔
네팔 연방민주공화국(네팔어: सङ्घीय लोकतान्त्रीक गणतन्त्र नेपाल 산기야 로크탄트리크 가나탄트라 네팔, 문화어: 네팔 련방 민주주의 공화국), 약칭 네팔(네팔어: नेपाल 네팔, 영어: Nepal)은 남아시아 히말라야에 위치한 나라로, 중국과 인도에 둘러싸여 있으며 동쪽 조금 멀리 떨어진 곳에 부탄이 있다.
2007년 1월 15일에 왕정이 종식되고 과도 정부로 정치 체제가 변경되었으며, 2008년 5월 28일에 네팔 연방민주공화국이 수립되었다. 2022년 기준으로 세계에서 가장 최근에 세워진 민주 공화국이다. 147,516km2의 영역과 29,187,037명(2022년 기준)의 인구를 가진 네팔은 세계에서 93번째로 넓은 나라이고, 41번째로 인구가 많은 나라이다. 네팔의 수도인 카트만두는 네팔에서 가장 큰 대도시로, 다양하고 풍부한 지리적, 종교적, 문화적 배경을 가지고 있다. 북부 산악지대는 에베레스트 산을 포함하여 세계에서 가장 큰 10대 산 중 8개가 분포해있다. 비옥하고 습한 남부는 매우 도시화되어 있다. 인구의 약 87%는 힌두교를 믿는다. 이는 인도보다 높은 수치이다. 불교는 티베트 불교를 중심으로 하며 다수의 불교 사원이 있으며 석가모니의 탄생지인 룸비니가 있다.

## 국명과 역사

### 국명
네팔이라는 국명의 기원은 네팔의 수호신인 'ने'(Ne)와 보호라는 의미의 'पाल'(pal)을 사용하여 직역하면 '신의 보호'라 한다.

### 역사
1768년 12월 21일에 왕조가 세워졌고, 1814년 영국 육군과의 전투에서 패배하여 영토를 상당수 잃었다. 그러나 영국의 식민지 상태로 놓이지는 않았다. 1990년에 전제군주제에서 입헌군주제로 변경되고 1994년 총선에서 네팔 통일 사회주의당이 정권을 잡았다. 1996년 마오쩌둥의 공산주의 이론을 따르는 마오이스트(Maoist)들이 네팔 인구의 37.8%를 차지하는 네팔 원주민(자나자티스)을 인적자원으로 한 무장투쟁을 시작하여 수많은 인명 피해를 냈다. 당시 무장 투쟁 지도자는 프라찬다 현 네팔 공산당 당수이다. 국민의 폭넓은 지지를 받던 비렌드라 전 국왕은 2001년 네팔 왕실 대학살 사건으로 사망하였다. 같은 해에 즉위한 마지막 왕 갸넨드라 시대에는 총리가 없었다. 그리고 전제 정치와 다름 없는 행각으로 국민들의 비판을 받았다. 이 때문에 내전은 더욱 격화되었다. 결국, 2007년 12월 23일 네팔은 국민 투표에 따라 군주제 폐지를 결정했다. 2008년 5월 28일에 네팔 제헌의회가 첫 회의를 열고 압도적인 찬성 속에 왕정 폐지와 공화정 도입을 골자로 한 결의안을 채택하면서 239년 동안 이어졌던 왕정체제가 끝나고 공화제로 변경되었다. 궁을 비우라는 의회의 통첩을 받은 네팔의 왕과 왕비는 2008년 6월 11일 군과 경찰의 호위를 받으며 카트만두의 궁전을 떠났으며 일부 왕의 지지자들이 앞길을 막는 시도도 있었다. 왕이 거주하던 궁은 박물관으로 바뀌었다. 네팔의 마지막 왕으로 기록될 갸넨드라는 국민들의 결정을 존중한다고 밝히며 네팔을 떠나지 않을 것이라고 말했다. 2008년 4월 제헌의회 총선에서는 마오쩌둥주의 계열의 네팔 공산당이 전체 의석의 1/3 이상을 차지하며 제1당으로 올랐으나, 2008년 7월에 열린 선거에서 제헌의회는 국민회의당의 람 바란 야다브를 대통령으로 선출했다. 2008년 8월 15일, 제헌의회 투표에서는 네팔 공산당의 프라찬다가 총리로 선출되었다.

## 지리
네팔은 길이 650 km, 너비는 200 km 정도의 직사각형 형태이며, 전체 면적은 147,181 km2로 세계적으로는 94번째로 넓은 영토를 가지고 있다. 북쪽으로는 중화인민공화국의 티베트 자치구, 서쪽으로는 인도의 우타라칸드 주, 남쪽으로는 우타르프라데시 주와 비하르 주, 동쪽으로는 시킴 주와 웨스트벵골 주에 접하는 내륙국이다. 길이는 총 2926 km, 그중 중화인민공화국 국경은 1236 km, 인도와의 국경 1690km에 달한다.
네팔은 비교적 작은 국가이나 인도와의 국경지대에 펼쳐져 있는 습지와 중화인민공화국과의 경계에 있는 히말라야 등 고산지대에는 세계적으로도 아름다운 경관을 지닌 곳이 많다. 네팔은 자연, 지리학적으로 동쪽에서부터 서쪽으로 산악 지대, 언덕지대, 그리고 습지대로 나뉘는데, 이러한 구분은 정부의 지역 개발 계획에서도 그대로 사용된다.

북쪽의 중화인민공화국 국경 지대에는 에베레스트를 비롯한 8000m 급의 높은 봉우리를 포함한 히말라야가 존재한다. 따라서 고산 기후를 가지고 있다. 한편, 인도와의 국경 지역은 "타라이" "떠라이" 또는 "마데스"라고 하는 고온다습한 평원 지대가 있고, 비옥한 땅이다. 그중간에는 언덕이 펼쳐진다. 가장 높은 곳은 에베레스트로 해발 8850m. 가장 낮은 곳은 해발 70m이다. 

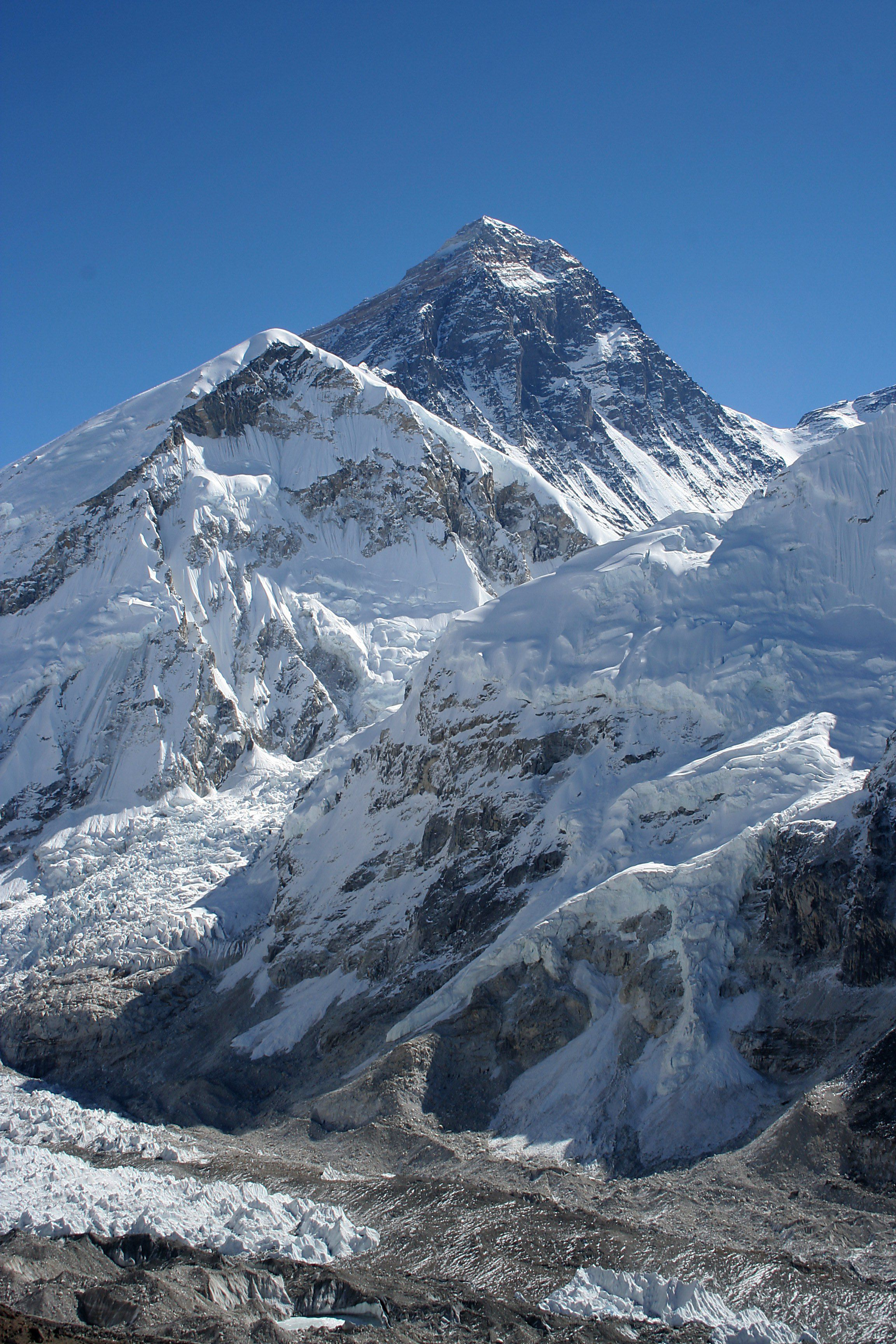
에베레스트

### 히말라야
중화인민공화국 국경에 접하는 네팔 북부는 세계의 지붕이라고 불리는 8000m급의 산들이 즐비하게 늘어서 있는 고산 지대이며, 많은 등산객을 매료시키고 있다. 고산의 산간에는 빙하가 많이 형성되어 있다. 최근에는 지구온난화의 영향으로 고산의 눈이 녹아, 빙하 호수의 종괴가 문제가 되고 있다. 빙하 호수가 무너지면서 대량의 토사에 의한 토석류가 발생하여 큰 피해가 발생한다. 특히 에베레스트 기슭에 있는 임쟈호수는 매우 위험한 상태에 있는 것으로 알려져 있다. 네팔의 주요 봉들은 다음과 같다.

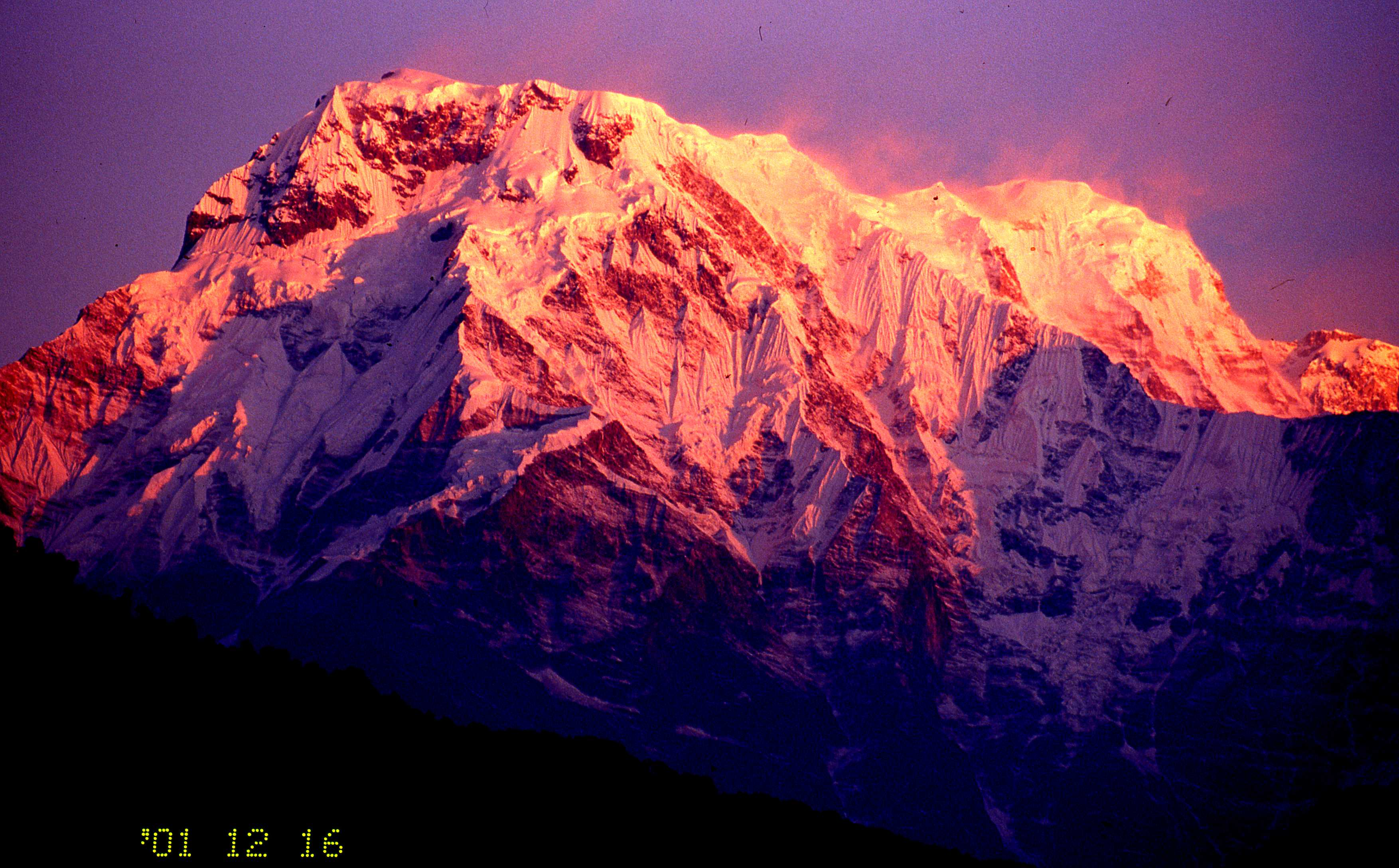
안나푸르나Ⅲ, 마차푸차레

- 에베레스트 8,848m
- 칸첸중가 8,586m
- 로체 8,516m
- 마칼루 8,462m
- 초오유 8,201m
- 다울라기리 8,167m
- 마나슬루 8,163m
- 안나푸르나 8,091m 안나푸르나Ⅲ, 마차푸차레

## 정치

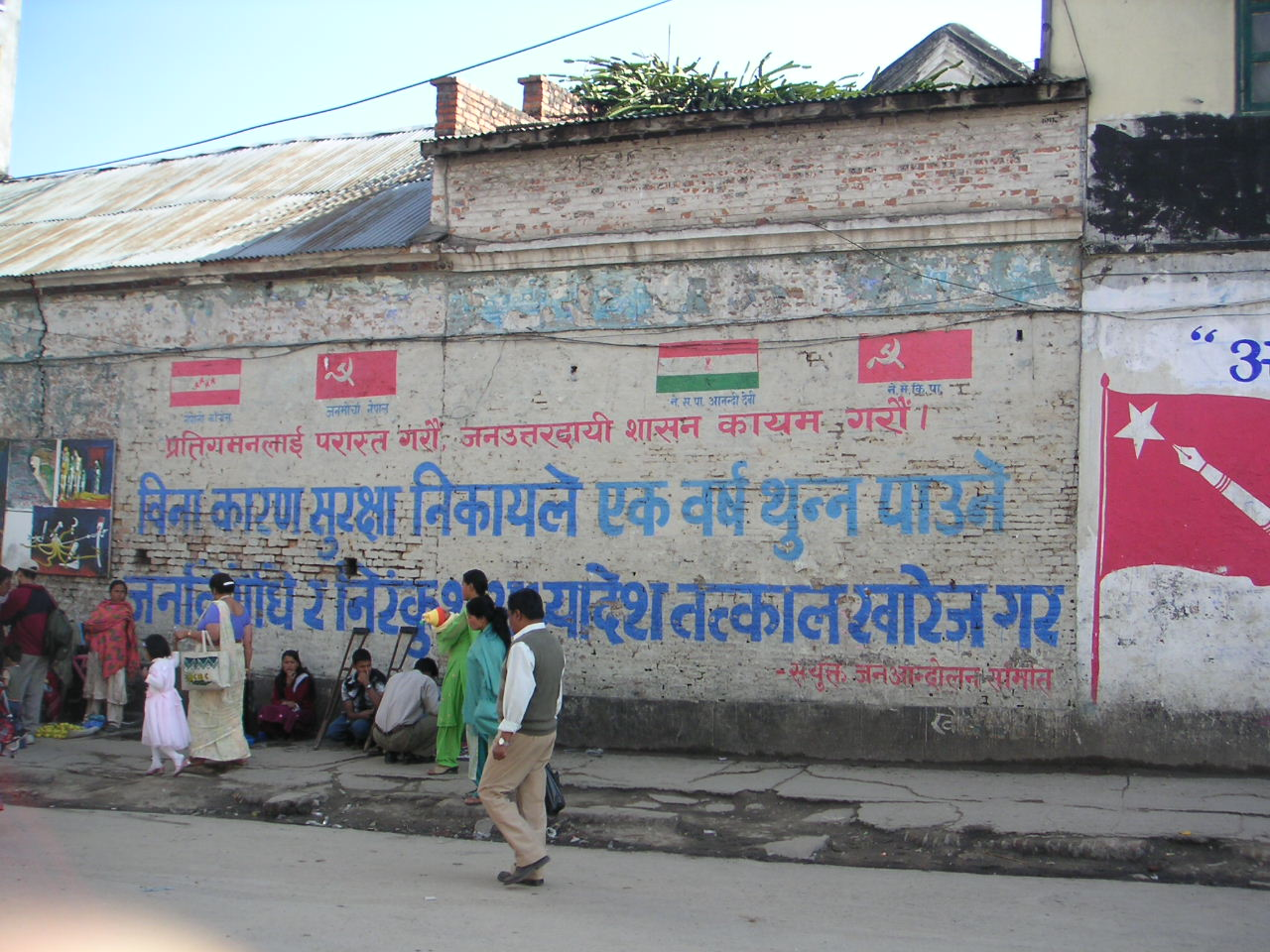
카트만두 민주주의의 벽

정치는 민주공화정이며 대통령은 비디아 데비 반다리(2015년 취임)이다. 네팔의 대통령직은 명목상의 직책이며, 실질적인 정부 수반은 총리이다. 현 총리는 2016년 중순에 취임한 푸슈파 카말 다할 총리이다. 의회는 상, 하원 양원제로 알려져 있다. 네팔의 주요 정당은 네팔 의회당, 네팔 공산당이 있다.
본래 네팔은 군주국이었으나 2006년 민주화 운동(록탄트라 앤도란)의 결과, 기존의 사실상 절대군주국에서 잠정적으로 입헌군주제로 전환했다. 국호는 "네팔 왕국"에서 "네팔"로 변경하고 재외 공관의 표기도 "왕국"이 삭제되었다. 왕실을 찬양하는 국가를 폐지하고, 왕실과 결합된 힌두교는 국교로서의 지위를 잃었다. 국왕은 국군통수권을 상실하고 정부도 "국왕 폐하의 정부"에서 "네팔 정부"로 변경되었다.
이에 따라 당시 여당인 네팔의회당과 다른 여러 당에서 제안되었던 왕제 폐지에 찬성하는 것을 표명했다. 또한 임시 헌법에 네팔에서 가장 큰 정치 세력이던 네팔 공산당 (마오쩌둥주의)가 임시 정부 복귀 조건으로 했던 "왕정 폐지"와 "연방 민주공화제"가 포함되는 것이 정해져, 네팔의 국가 형태 이 왕정에서 공화정로 전환하는 것이 사실상 굳어졌다.
2008년 4월 10일 치러진 제헌 의회 선거(지역구 240석, 비례 대표 335석, 의회 임명 26석)에서 프라찬다 의장이 이끄는 네팔 공산당가 229석(지역구 120석, 비례 대표 100석, 의회 임명 9석)을 획득하여 제1당이 되어, 네팔의회당이 115석(지역구 37석, 비례 대표 73석, 의회 임명 5석), 통일공산당이 108석(지역구 33석, 비례 대표 70석, 의회 지명 5석)을 차지하여 왕정 폐지파의 정당이 대다수를 차지했고, 왕정지지파 정당은 유일한 국가 민주당 네팔이 4석에 머물렀다. 같은 해 5월 28일 소집된 제헌 의회 첫 회의에서 찬성 560표, 반대 4표로 정식으로 왕정을 폐지하고 연방 민주공화정으로 전환을 선언했다.

## 행정 구역
네팔의 행정 구역은 14개 지역 75개 군(district)이 존재하며, 5개 개발 지구로 나뉘어 있다.
수도는 카트만두이고 주요 도시는 포카라 등이 있다.

#### 주요 도시
| No | 도시명         | 인구(1991년) | 인구(2001년) | 2005년 추계 | 지방     |
| -- | -------------- | ------------ | ------------ | ----------- | -------- |
| 1  | 카트만두       | 421.258      | 671.846      | 790.612     | 카트만두 |
| 2  | 포카라         | 95.288       | 156.312      | 186.410     | 카스키   |
| 3  | 랄릿푸르       | 115.865      | 162.991      | 183.316     | 랄릿푸르 |
| 4  | 비랏나가르     | 129.388      | 166.674      | 168.331     | 모란     |
| 5  | 비르간지       | 69.005       | 112.484      | 133.244     | 파르사   |
| 6  | 다란           | 66.457       | 95.332       | 128.605     | 슨사     |
| 7  | 바랏푸르       | 54.670       | 89.323       | 117.162     | 치트완   |
| 8  | 마헨드라나가르 | 62.050       | 80.839       | 99.124      | 칸찬푸르 |
| 9  | 부터왈         | 44.272       | 75.384       | 91.737      | 루판데히 |
| 10 | 헤타우다       | 53.836       | 68.482       | 84.800      | 마칸푸르 |

## 교통
네팔은 세계적인 주요 육로, 항로, 해로 교통으로부터는 고립되어 있으나 국내에서는 항공 교통의 사정이 비교적 나은 편이다. 48개의 공항이 있으며 그중 10개는 포장된 활주로가 있다. 항공편이 자주 있으며 어느 정도 규모의 교통량을 보이고 있다. 이 나라의 3분의2를 차지하며, 언덕과 산이 많은 북부 지역에서는 도로나 다른 기반시설을 만드는 것이 까다롭고 비용이 많이 든다. 2003년 기준, 포장도로는 8500km이었고, 철도는 남부에 있는 59km짜리 한 개가 유일하였다. 이로써 철도 밀도는 4.00 km/10,000km2(세계 143위)에 불과하다. 인도에서 카트만두 계곡으로 가는 믿을 만한 도로는 단지 1개뿐이다. 카트만두 행 화물을 취급할 수 있는 유일하게 실질적인 항구는 인도의 캘커타이다.

## 경제
네팔의 경제는 주로 농업에 의존하고, 사탕수수와 담배가 주요 수출품이다. 하지만 험한 경사 때문에 생산력이 매우 열악하다.

## 기아문제
2016년에는 아일랜드의 NGO인 컨선월드와이드(Concern Worldwide), 독일의 NGO인 세계기아원조(Welthungerhilfe) 그리고 미국의 연구기관인 국제식량정책연구소(IFPRI)가 협력해 발표하는 세계기아지수(GHI)에서 100점 만점 중 21.9점을 기록해 여전히 심각한 수준의 기아상태를 보이고 있는 것으로 파악되었다. 이는 총 118개국 개발도상국 중 72위의 기록으로 여전히 빈곤을 극복하기 위해 많은 노력이 필요함을 시사한다.

## 사회

### 주민
네팔인이 주로 거주하며 인도인이나 부탄인도 거주한다. 불교 사원 근처에 티베트 난민촌이 있다.
네팔의 인구는 2005년 기준으로 27,676,547명이며, 인구증가율은 약 2.2% 정도이다. 연령분포를 보면 14세 이하가 39%, 15세부터 64세까지가 57.3%이고, 65세 이상 인구는 3.7%에 불과하여 평균연령은 20.07세(남성은 19.91세, 여성은 20.24세)로 낮은 수준이다. 여자 1,000명당 남자 수는 1,060 명으로 남자의 수가 더 많다.  2020년 기준으로 2914만명이다.

### 언어
네팔어가 공용어로 인구의 약 90%가 네팔어를 구사한다. 그러나 다양한 부족마다 부족 내에서는 부족어로 대화한다. 각종 미디어의 영향으로 많은 수가 어린 시절부터 힌디어를 듣고 이해하며 인도 국경 도시에서는 특히 힌디어가 많이 사용된다. 종카어도 사용된다. 영어는 700만 명 정도가 제2언어로 사용한다. 영어로 교육하는 사립 교육 기관이 많아 젊은층의 경우 영어가 매우 능숙하다.

## 문화
과거 힌두교를 국교로 지정했던 나라로서 이 나라 국민들은 지금도 힌두교의 영향을 받고 있다.

### 신문
- 영어 일간지
  - 에베레스트
  - 카트만두 포스트

영문 신문을 쉽게 구할 수 있다.
- 네팔어 일간지
  - Gorkhapatra
  - Kantipur

### 방송
- TV 방송국 3 개
- 라디오 방송국 3 개

### 종교
| 종교구성(네팔) | 종교구성(네팔) | 종교구성(네팔) | 종교구성(네팔) | 종교구성(네팔) |
| -------------- | -------------- | -------------- | -------------- | -------------- |
|                |                |                |                |                |
| 힌두교         | 힌두교         |                | 81.3%          | 81.3%          |
| 불교           | 불교           |                | 9.0%           | 9.0%           |
| 이슬람교       | 이슬람교       |                | 4.4%           | 4.4%           |
| 전통종교       | 전통종교       |                | 3.0%           | 3.0%           |
| 기독교         | 기독교         |                | 1.42%          | 1.42%          |
| 기타종교       | 기타종교       |                | 0.9%           | 0.9%           |

네팔은 힌두교를 국교로 인정하고 있던 유일한 국가로서 인도와 함께 대표적인 힌두교 국가이다. 신헌법이 2008년 6월 15일부터 발효되어 국교를 폐지했다. 현재 전 국민의 80% 이상이 힌두교를 믿고 있으며 그 밖의 소수 종교로는 불교가 있다. 이슬람교(4%), 기독교(1%)도 공존한다. 네팔 수도 카트만두에는 2500여 개의 사원과 신전이 있다. 1년에 50여 개의 힌두교 관련 축제도 개최하는 등 종교성이 상당한 나라이다.
- 힌두교: 80.6%
- 불교: 10.7%
- 이슬람교: 4.2%
- 문둠: 3.6%
- 기독교: 1.5%
- 기타: 0.4%

## 교육
교육을 받는 사람은 얼마 되지 않으며, 문맹률이 높다.
기본 학제는 '10+2 시스템'으로 초등학교 7년, 중학교 3년 고등학교 2년 과정으로 되어 있다.
유명 대학은 카트만두에 국립 트리 부반 대학(전국 각지에 100여개 캠퍼스 운영)이 있으며 총 학생 수는 약 20만 명 정도이다.

## 외교
네팔과 버마 양국 총리는 1960년 3월 9일 밤, 양국 간의 외교관계수립을 발표하였다.

### 대한 관계
대한민국과 네팔의 공식적인 교류는 1969년 5월 영사관계 수립에 합의하고 1969년 7월 영사협정을 체결하면서 시작되었다. 1972년 6월 대한민국이 먼저 네팔의 수도 카트만두에 주카트만두 총영사관을 설치하였고, 1974년 5월에는 정식으로 외교관계를 수립하여 총영사관이 대사관으로 승격되었다. 네팔에서는 2007년 3월 7일 주한 네팔 대사관을 설치하였다. 모두 574명(재외국민 574명, 시민권자 0명)의 한민족들이 네팔에 거주(2010년 12월 기준)하고 있다.
1974년 6월 2일, 네팔과 조선민주주의인민공화국은 외교관계를 대사급으로 체결하였다고 발표하였다.

### 대중 관계
네팔 정부 보고서는 "중국이 국경 인근 영토 불법 점령"했다고 밝혀, 중국과 민감한 관계에 있는 상태다.

## 같이 보기
- 가디마이 축제(영어판)
- 2015년 네팔 지진

네팔
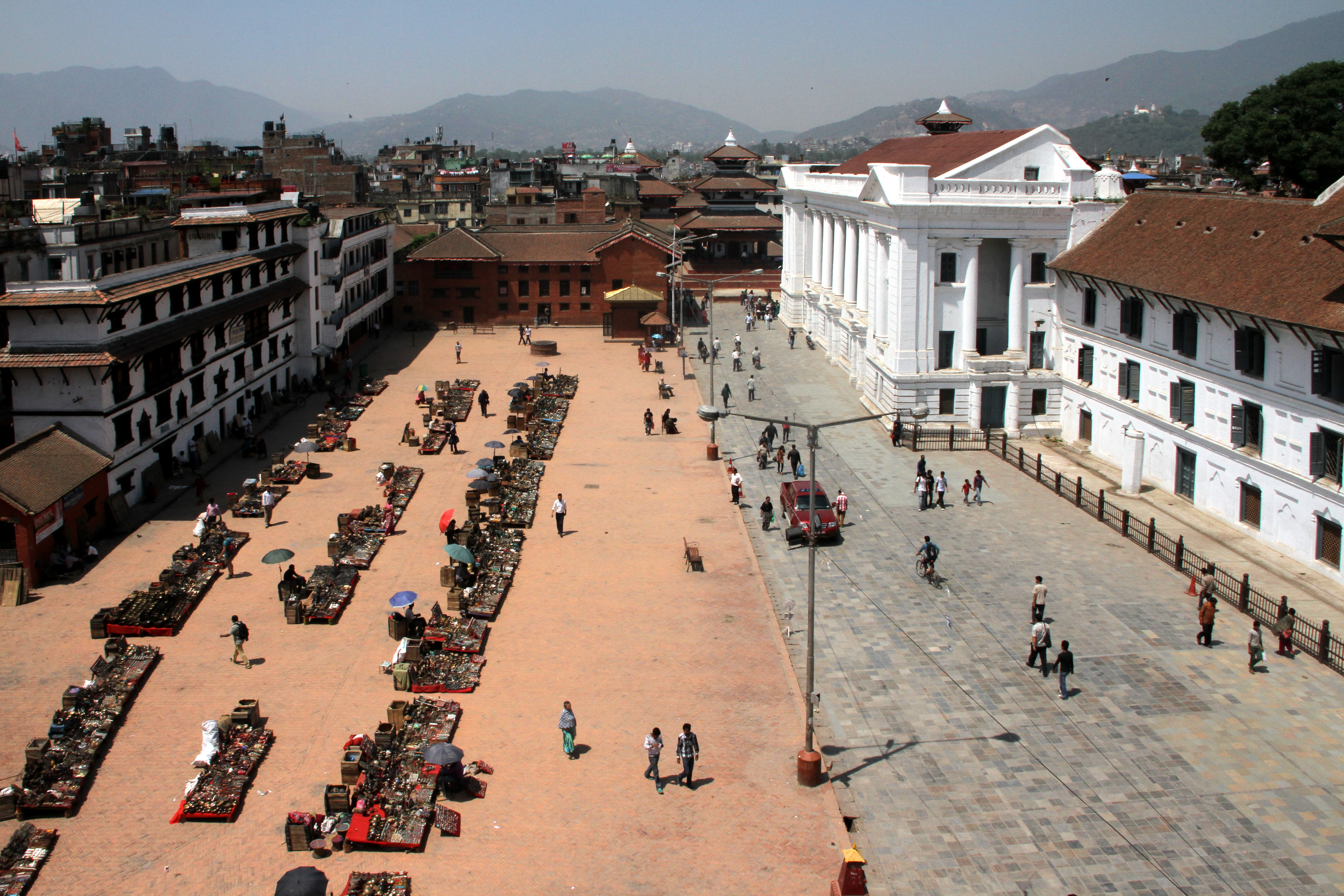
Kathmandu
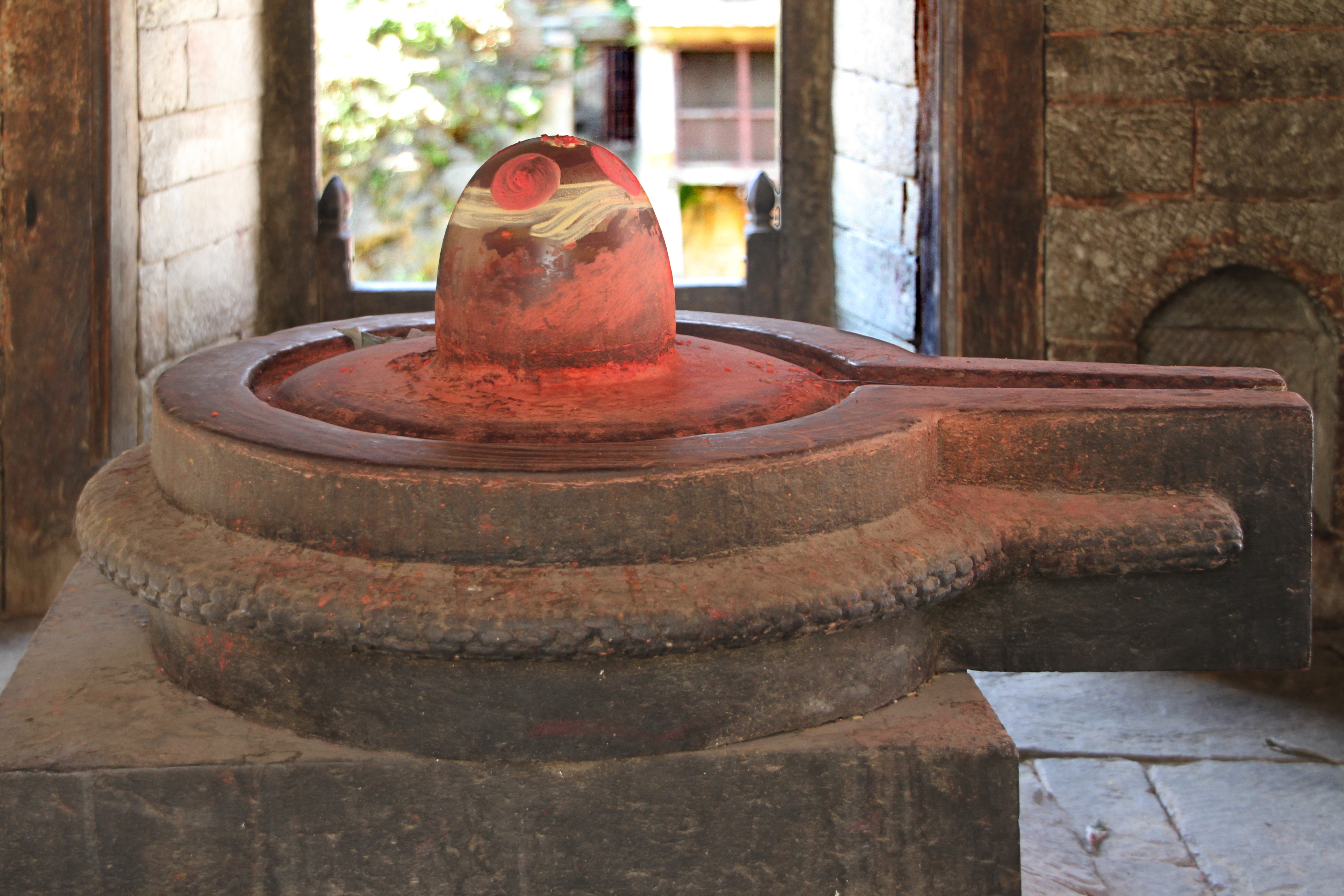
Pashupatinath
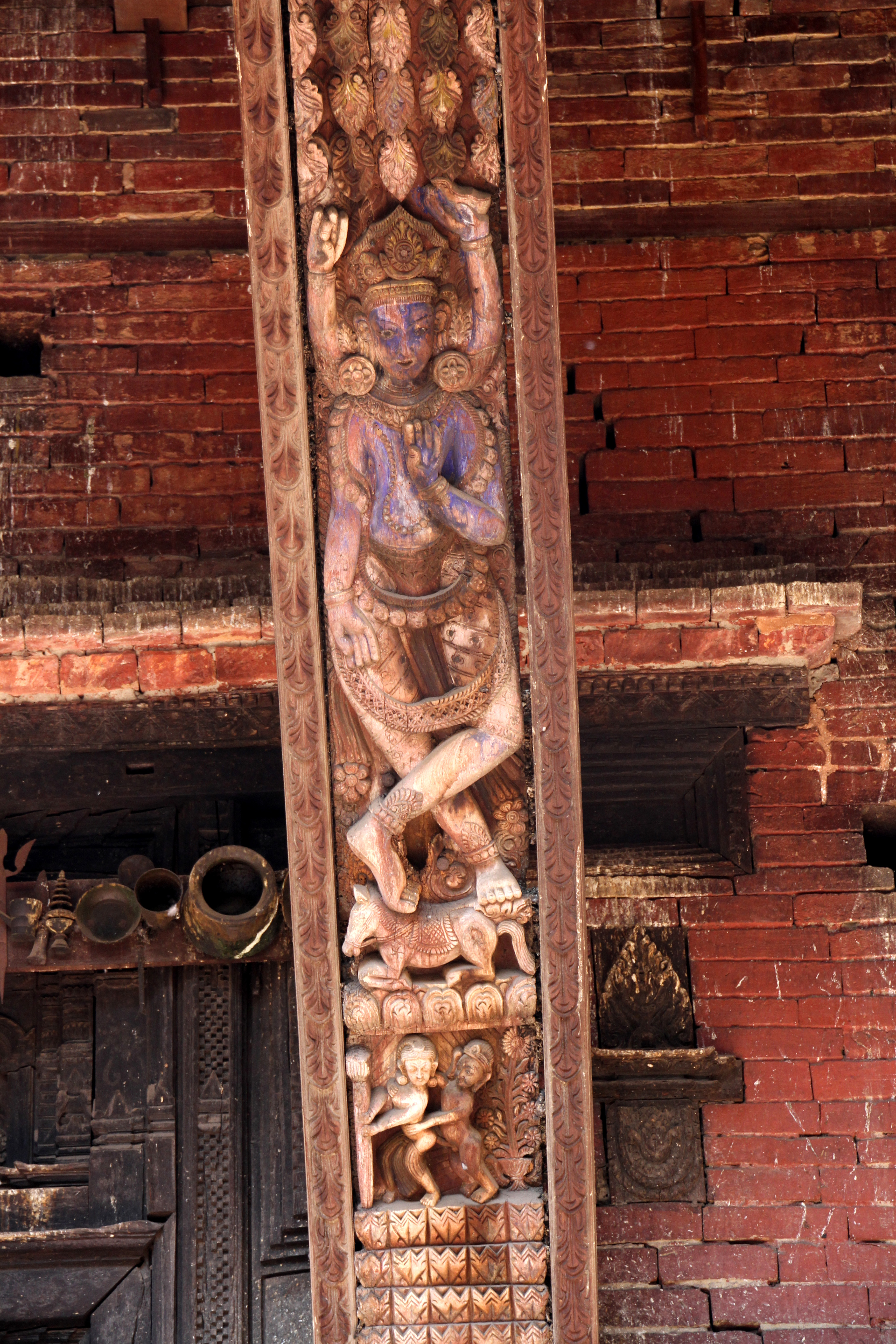
Bhaktapur
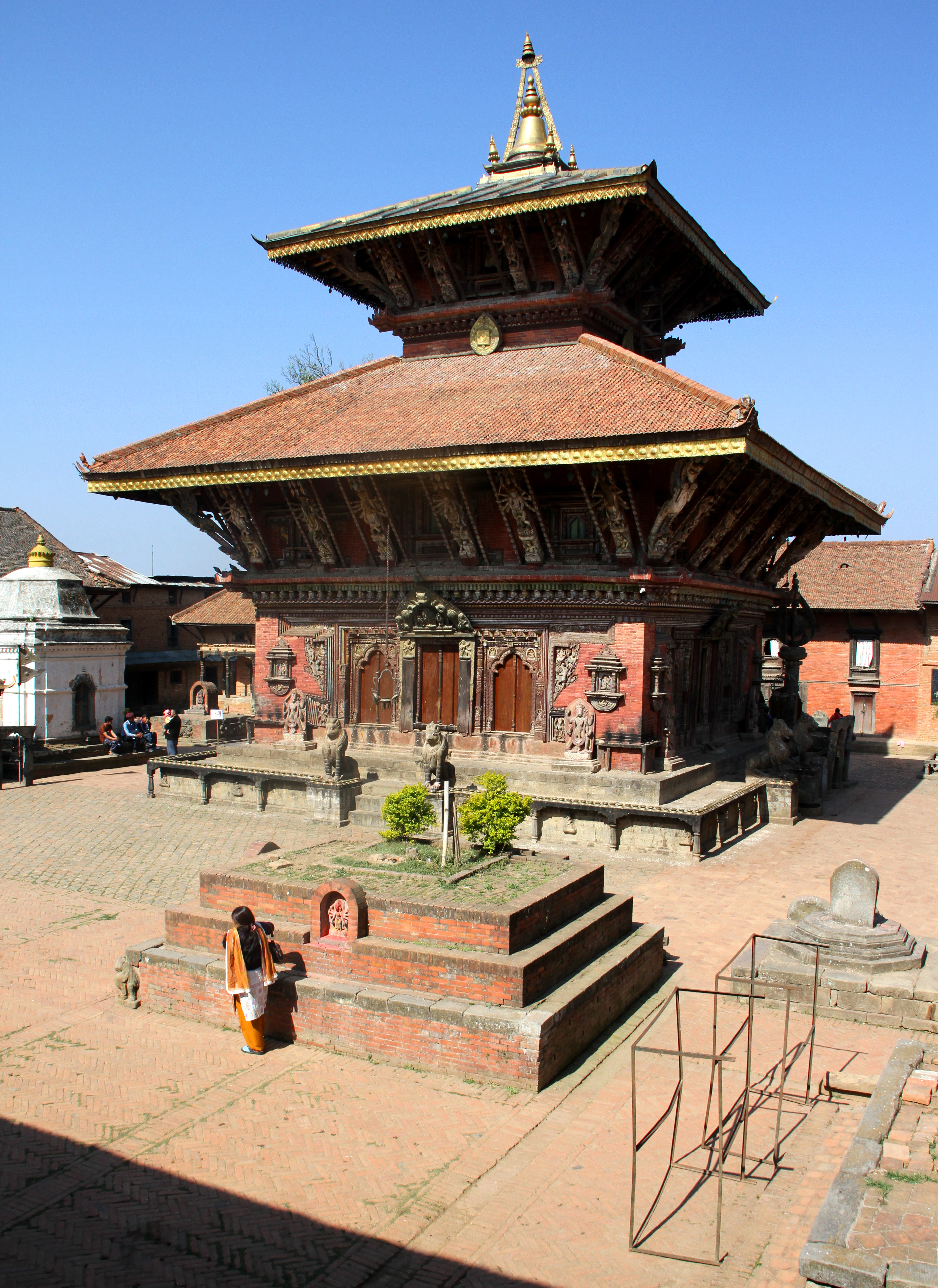
Changu Narayan
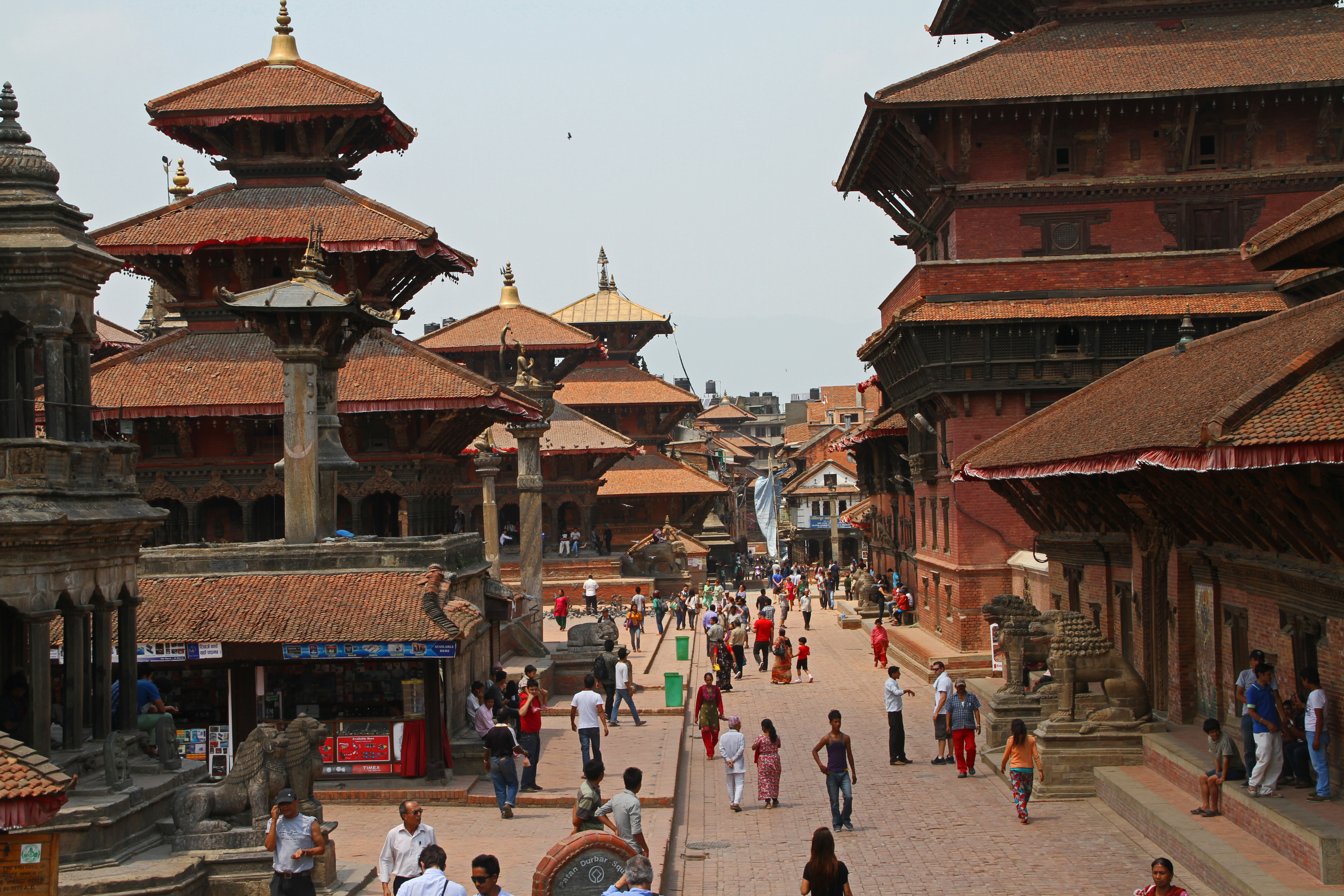
Patan
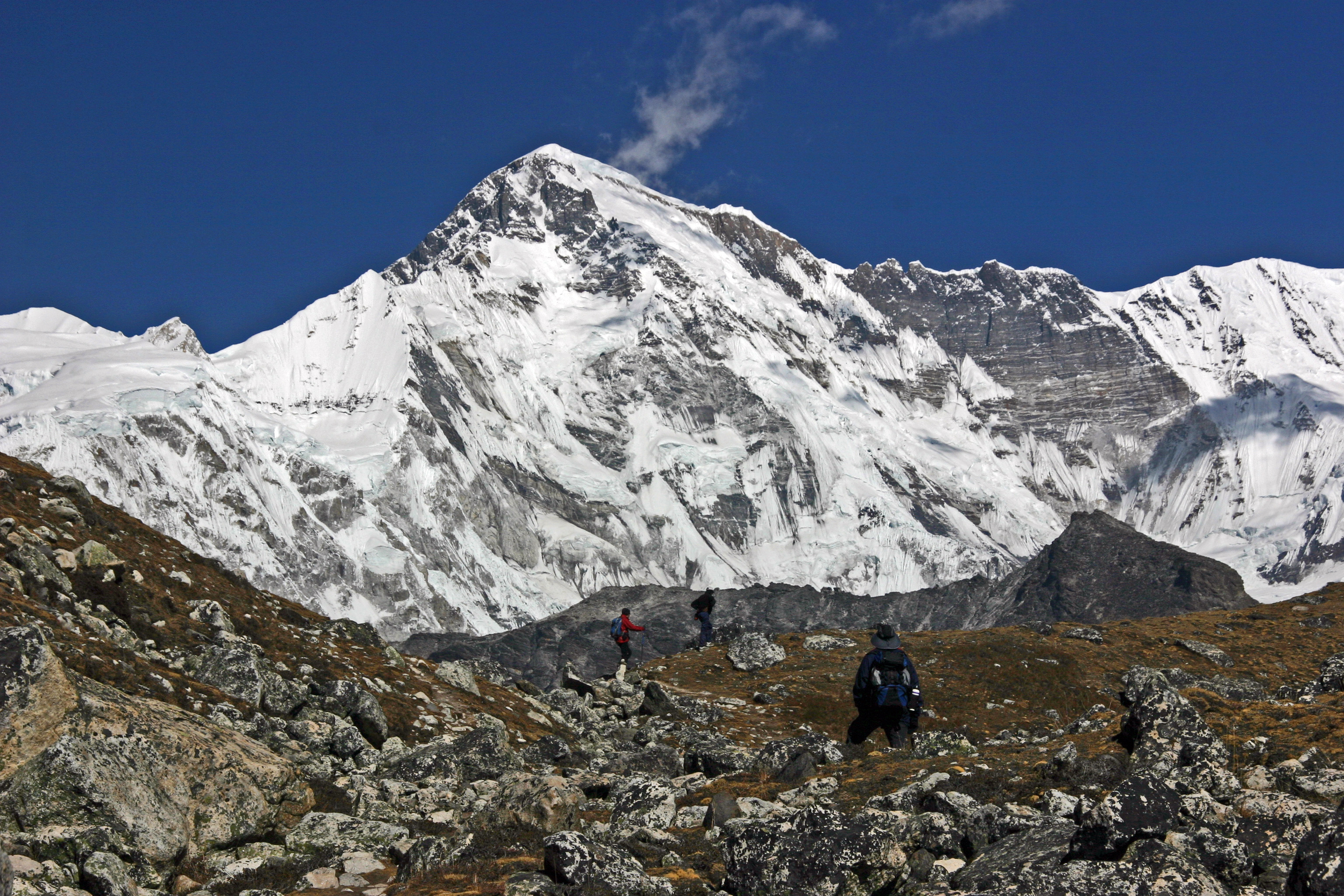
Himalaya
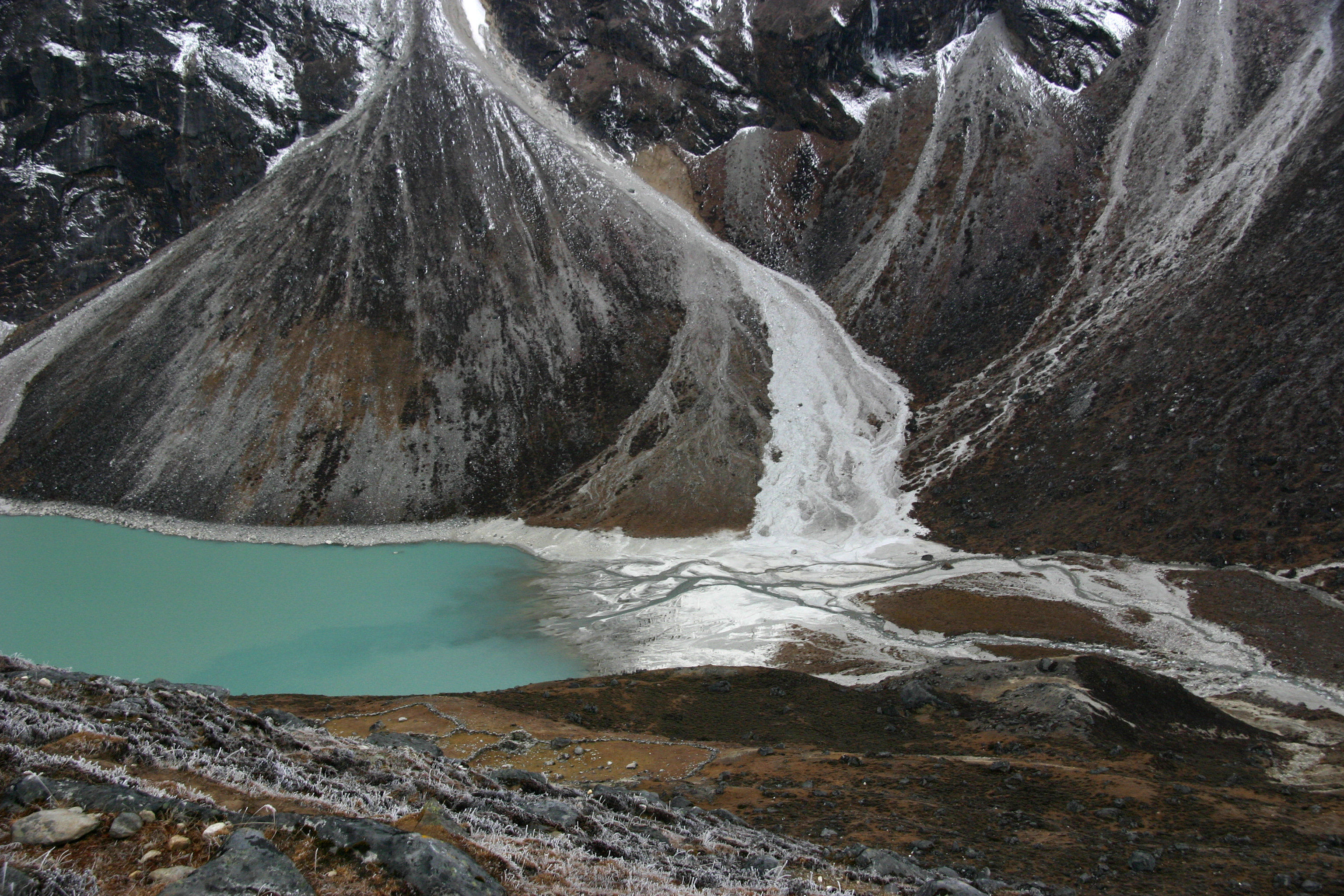
Himalaya
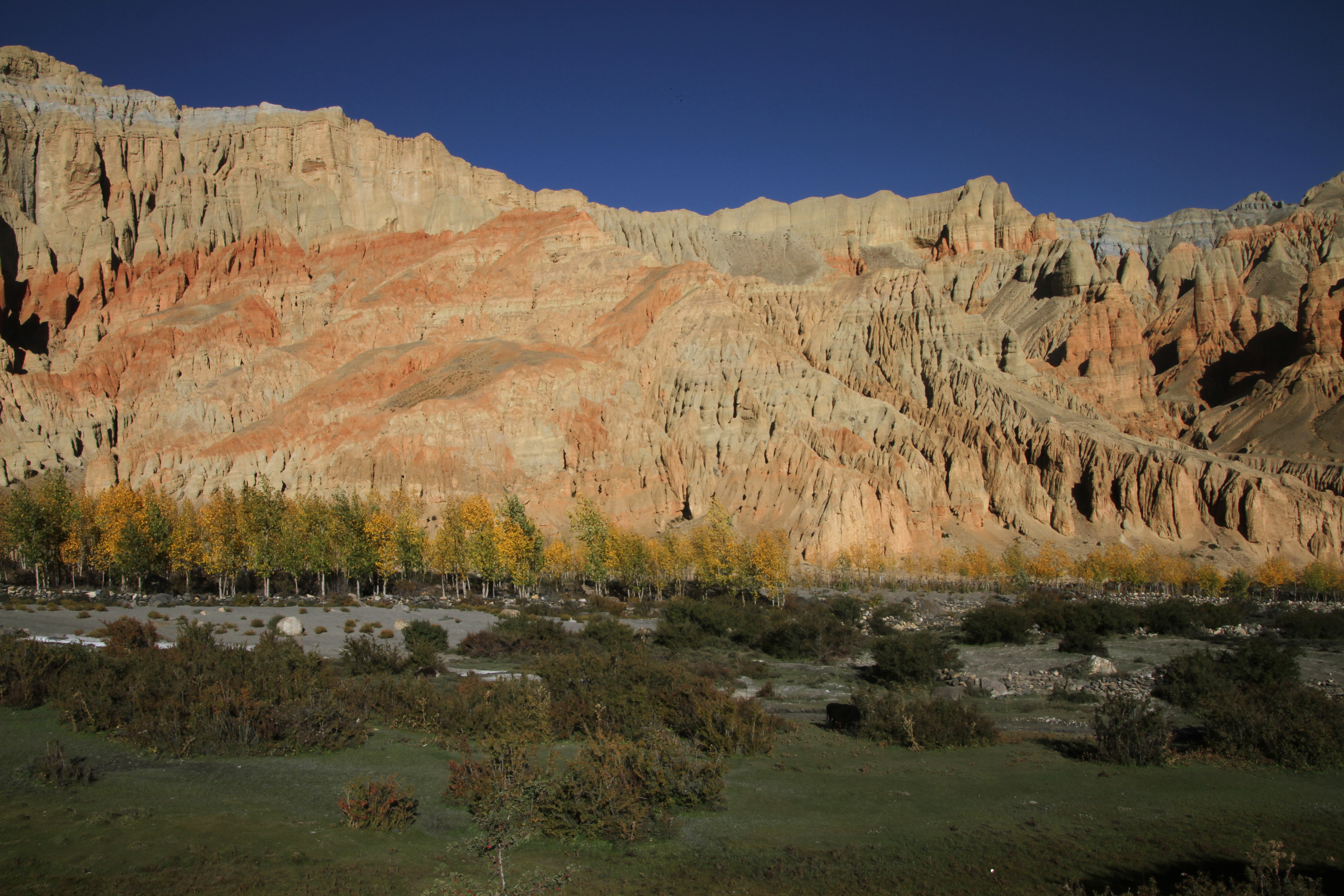
Mustang
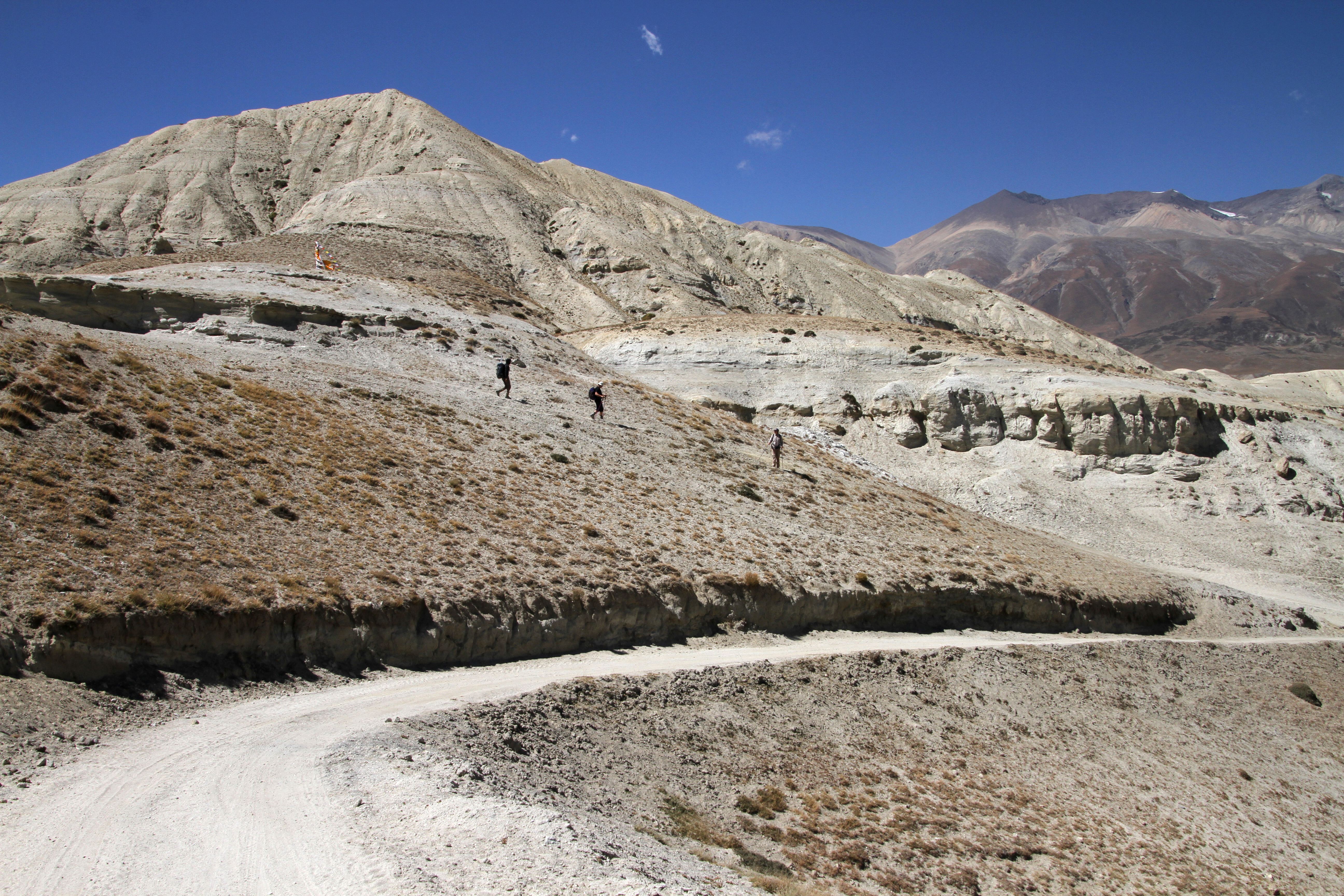
Mustang